# Automatic Performance Control
Automatic Performance Control (APC) was in 1982 het eerste pingel- en turbodrukcontrolesysteem voor Saab turbomotoren welke vervolgens in alle Saab 900 (tot 1994) en Saab 9000 is ingebouwd. 

1. klopsensor
2. druktransducer
3. regeleenheid
4. regelklep

Met APC werd een hogere compressieverhouding mogelijk, aanvankelijk 8,5:1 in tegenstelling tot 7,2:1 en 9,0:1 in motoren met 16 kleppen. Dit verbeterde het brandstofverbruik en maakte het mogelijk ook 95 octaan benzine te gebruiken zonder motorschade te veroorzaken door pingelen.
De APC doet twee dingen:
1. regelen van de turbodruk, met name het oplopen en de maximum druk
2. signaleren van pingelen

Om de turbolader te regelen, monitort de APC het toerental van de motor en de druk in het inlaatspruitstuk en gebruikt deze signalen om een klep meer of minder te openen en daarmee het stijgen en de maximim turbodruk te regelen.
Om pingelen te signaleren is er een piëzo-elektrische pingelsensor, een soort microfoon, op het motorblok aangebracht welke de specifieke geluidstrillingen van pingelen omzet naar een elektrisch signaal voor de electronic control unit van de APC. Als de ECU pingelen detecteert, wordt via een spoel de wastegate van de turbolader geopend waardoor de turbodruk wegvalt. Ook kan de APC de brandstofinjectie zodanig regelen dat er minder of geen brandstof meer wordt ingespoten.
De elektronische APC regelunit heeft een pingeluitgang waarop een LED aangesloten kan worden zodat op het dashboard een waarschuwing zichtbaar wordt.

## APC drukmeter

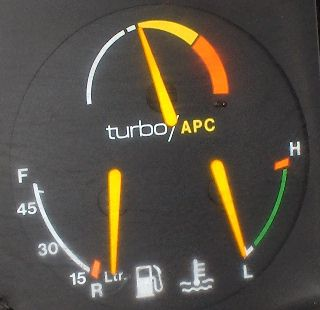
turbo/APC drukindicator in een Saab 900

Alleen Saab Full Pressure Turbo (FPT) modellen hebben een drukmeter in het dashboard. Hoewel pingeldetectie tegenwoordig ook bij niet-turbomotoren wordt toegepast, gebruikt Saab de APC aanduiding nog steeds om zich te onderscheiden.
De witte aanduiding op de linkerkant van de meter geeft de onderdruk of vacuüm aan in het inlaatspruitstuk onder normale omstandigheden. Het korte witte stukje is de atmosferische luchtdruk (bij motor uit), het oranje deel geeft een veilige turbodruk aan, de rode schaal is turbodruk boven 0,5 - 0,7 bar, waarbij de wastegate kan worden geopend of de brandstoftoevoer kan worden onderbroken bij pingelen.
Bij het invoeren van directe ontsteking, Direct Ignition, DI,  met een bobine op iedere bougie, in 1990 op de Saab 9000 is het APC systeem ook hierin opgenomen. Hierbij wordt ook de ionisatiegraad van het brandstofmengsel in de cilinders gemeten en het ontstekingstijdstip eventueel bijgeregeld.